# Erwin Neter
Erwin Neter (* 26. Mai 1909 in Mannheim; † 2. November 1983 in Buffalo, NY) war ein deutsch-amerikanischer Mikrobiologe an der University of Buffalo.

## Leben
Neter studierte an der Ruprecht-Karls-Universität Heidelberg Medizin und wurde Mitglied der Thuringia im Burschenbunds-Convent. Dem Bund blieb er zeitlebens treu. 1932 wurde er in Heidelberg zum Dr. med. promoviert. Er emigrierte in die Vereinigten Staaten und ließ sich 1936 in Buffalo, New York nieder. Über 45 Jahre, von 1936 bis 1981, leitete er das bakteriologische Labor von Buffalos Kinderklinik. Von 1948 bis 1983 war er Consultant für Bakteriologie am Roswell Park Memorial Institut. Er gehörte zu den Gründern des Ernest Witebsky Center of Immunology. Er befasste sich vor allem mit pathogenen Darmbakterien und identifizierte 1950 mehrere Serogruppen von Escherichia coli, die für epidemische Durchfälle bei Kindern verantwortlich sind. Über einige Jahre untersuchte er bei Darmbakterien die Immunologie von Endotoxinen und Antigenen. Er veröffentlichte mehr als 400 Originalarbeiten. Nach kurzer Krankheit starb er mit 74 Jahren.

## Herausgeber
- Infection  and Immunity (1970–1979)
- Medical Microbiology, 6 Auflagen. F. A. Davis Co., Philadelphia 1949–1969.

## Ehrungen
- Dr. med. h. c. der Ruprecht-Karls-Universität (1974)
- Stockton Kimball Award der Universität von Buffalo (1977)[4]
- Verdienstmedaille des Landes Baden-Württemberg (1978)
- Großes Bundesverdienstkreuz (1979)
- Cedecea neteri, gramnegatives Bakterium (1980)
- Vorsitzender des Verwaltungsrates der American Academy of Microbiology (1982)